# Festuca longivaginata
Festuca longivaginata là một loài thực vật có hoa trong họ Hòa thảo. Loài này được Tovar mô tả khoa học đầu tiên năm 1972.